# Marockansk dirham
Marockansk dirham (DM - Dirham marocain) är den valuta som används i Marocko i Afrika. Valutakoden är MAD. 1 Dirham = 100 centimes / santimat (singularform santim).
Valutan infördes 1960 och ersatte den marockanska francen. En ny serie mynt och sedlar utgavs i november 2023.

## Användning
Valutan ges ut av Bank Al-Maghrib (BKAM) som grundades 1959 och har huvudkontoret i Rabat.

## Valörer
- mynt: 1, 2, 5 och 10 Dirham
- underenhet: 5(nästan försvunnit), 10, 20, och 50 centimes
- sedlar: 10 (nästan försvunnit), 20, 50, 100, 200 Dirham